# Frederick Hamilton
Sir Frederick Tower Hamilton (Londra, 8 marzo 1856 – Rosyth, 4 ottobre 1917) è stato un ammiraglio scozzese.

## Biografia
Era il figlio del capitano Henry George Hamilton, e di sua moglie, Fanny Elizabeth Tower.

## Carriera
Hamilton è entrato nel Royal Navy nel 1869 come cadetto sulla HMS Britannia. Ha combattuto nella Guerra anglo-zulu nel 1879.
Nel 1892 è stato promosso a comandante e servì a bordo della corazzata HMS Hood. Fu nominato al comando della HMS Defiance a Devonport il 1 novembre 1897, promosso capitano il 1 gennaio 1898. Il 18 marzo 1902 è stato nominato capitano di bandiera della nave da guerra HMS Bulwark, che a maggio era diventata fiore all'occhiello dell'ammiraglio Sir Compton Domvile, Comandante in Capo della Flotta del Mediterraneo. Hamilton è stato aiutante di campo del re (1906-1907).
All'inizio della prima guerra mondiale che era Second Sea Lord ed è stato promosso a ammiraglio nel giugno 1916. Ha continuato a essere il Comandante in Capo, Rosyth in quello stesso anno.

## Matrimonio
Sposò, il 3 dicembre 1889, Maria Walpole Keppel (6 maggio 1865-20 novembre 1952), figlia dell'ammiraglio Sir Henry Keppel. Ebbero quattro figli:
- Louis Henry Keppel Hamilton (31 dicembre 1890-27 giugno 1957);
- Henry Hamilton (18 maggio 1892-?), sposò Margaret Mary Stilwell, non ebbero figli;
- Alexandra Albertha Jean Hamilton (1897-2 marzo 1974), sposò Ronald Douglas, ebbero una figlia;
- Jean Hamilton (1899-1962).

## Morte
Morì il 4 ottobre 1917, per un attacco di cuore, a Rosyth. Fu sepolto a Fife.